# Pseudyrias
Pseudyrias is een geslacht van vlinders van de familie spinneruilen (Erebidae), uit de onderfamilie Calpinae.

## Soorten
- P. arcadelti Schaus, 1933
- P. calligramma Hampson, 1926
- P. corvita Schaus, 1901
- P. dufayi Schaus, 1933
- P. farranti Schaus, 1933
- P. gallusi Schaus, 1933
- P. glycon Schaus, 1914
- P. gomberti Schaus, 1933
- P. grauni Schaus, 1933
- P. lineata Druce, 1893
- P. melanchia Hampson, 1926
- P. merbecki Schaus, 1933
- P. perusta Kaye, 1907
- P. prophronis Dyar, 1912
- P. purpureofusa Hampson, 1926
- P. tyei Schaus, 1933
- P. villaerti Schaus, 1933
- P. watsoni Schaus, 1940